# Longevity
Longevity bedeutet Langlebigkeit. Der Begriff beinhaltet im deutschen Sprachgebrauch vor allem Erkenntnisse und Ratschläge zur Verlängerung der menschlichen Lebenszeit, wobei es das Ziel ist, den Alterungsprozess zu verlangsamen, altersbedingte Beschwerden zu vermeiden und vor allem die Lebensqualität bis ins hohe Alter zu bewahren oder gar zu erhöhen. Quantität und Qualität der Lebensjahre sollen gesteigert werden. Longevity wird teilweise noch umfassender aufgefasst, so beinhaltet der Begriff nicht nur Maßnahmen zur Verlängerung der Lebenszeit im Alter, sondern er umfasst die gesamte menschliche Lebensspanne und gibt Hinweise, um Gesundheit und Vitalität zu bewahren oder zu verbessern. Der Begriff „Longevity“ ist ein Kofferwort, das aus den lateinischen Begriffen „longus“ (lang) und „vita“ (Leben) besteht und aus dem Englischen in das Deutsche übernommen worden ist.

## Alterungsprozess
Der Alterungsprozess ist ein hochkomplexer und vielfach noch ungeklärter Vorgang, er ist Gegenstand vielfältiger Untersuchungen. Der Prozess wird beim gesunden Menschen durch zelluläre und molekulare Mechanismen hervorgerufen. Diese Vorgänge unterliegen genetischen Gegebenheiten und biologischen Vorgängen. Der Einfluss der Gene wird auf etwa 10–15 Prozent geschätzt. Im Vergleich zu den Genen spielen der individuelle Lebensstil und äußere Einflüsse eine viel entscheidendere Rolle beim Altern. Wesentliche bekannte Mechanismen der Alterung sind:
- DNA Schädigung und Mutation,
- ein Verschleiß der Schutzkappen an den Chromosomen (Telomere),
- Veränderung des Epigenom,
- eine Anhäufung von geschädigten und nicht funktionsfähigen Proteinen (Verlust der Proteostase),
- Gestörte Wahrnehmung von Nährstoffen auf der Ebene der Zellen,
- ein Nachlassen der Stoffwechselvorgänge in den Zellen (mitochondriale Fehlfunktionen),
- Rückgang des Zellteilungsprozesses (zelluläre Seneszenz),
- Erschöpfung der Stammzellen,
- Veränderung der interzellulären Kommunikation,
- ein Rückgang beim Abbau von nicht benötigten oder kranken Zellbestandteilen (Beeinträchtigung der Autophagie).
- Zunahme chronischer Entzündungen (Inflammaging),
- Gestörte Darmflora (Dysbiose).

Biologischen und biochemische Vorgänge sind beeinflussbar, sie sind deshalb Gegenstand von Untersuchungen im Rahmen von Longevity. In der Literatur werden vor allem folgende Hinweise genannt, um ein langes erfülltes Leben zu erreichen.

## Einflussgrößen, die nicht-genetisch vorbestimmt sind

### Ernährung und Lebensstil

#### Ernährung
Eine ausgewogene Ernährung wird als ein Kernelement gewertet, um ein gesundes und langes Leben zu erreichen. Die Ernährung sollte reich an pflanzlichen Lebensmitteln und arm an verarbeiteten Produkten sein. Empfohlen werden Obst und Gemüse, Vollkornprodukte, Hülsenfrüchte, Nüsse, ungesättigte Öle, Ballaststoffe, Fisch, Eiweiß sowie möglichst wenig Zucker, Salz und rotes Fleisch. Selbstverständlich kein Tabak und wenig Alkohol, aber viel Wasser und grüner Tee. Empfohlen wird auch Intervallfasten oder andere Formen des regelmäßigen Fastens, wodurch der Körper entlastet und die Zellen zur Regeneration (Autophagie) angeregt werden. Insgesamt sollte die Kalorienzufuhr in Maßen erfolgen und ein körperliches Übergewicht vermieden werden.

#### Bewegung
Der Nutzen von regelmäßiger Bewegung geht über Gewichtsmanagement und Muskelaufbau hinaus, da körperliche Aktivität eine Vielzahl von positiven Effekten auf unseren gesamten Organismus hat. Bewegung setzt zudem Endorphine frei, die das emotionale Wohlbefinden steigern und Stress, Angstzustände sowie Depressionen reduzieren. Ziel sollte eine moderate, nicht-einseitige Aktivität sein, die sowohl regelmäßiges Konditions- und Krafttraining wie auch gymnastische Bewegungsübungen beinhaltet.

#### Schlaf
Ausreichender Schlaf ist ein fundamentaler Prozess, der die Regeneration von Körper und Geist ermöglicht. Er unterstützt die Reparatur und Erneuerung von Zellen, die Stärkung des Immunsystems und die Konsolidierung von Gedächtnis und Lernen. Ein chronischer Schlafmangel hingegen wurde in Verbindung gebracht mit einem erhöhten Risiko für eine Reihe von Erkrankungen, darunter Herz-Kreislauf-Probleme, Diabetes und neurodegenerative Störungen.

#### Psychisches Wohlbefinden
Psychisches Wohlbefinden, emotionale Stabilität, die Fähigkeit Stress zu managen, positives Denken und die Pflege von sozialen Kontakten tragen zur Langlebigkeit und zu einem erfüllten Leben bei. Ein aktiver Lebensstil, geistige Herausforderungen und soziale Interaktionen sind nicht nur in den früheren Lebensjahren essentiell, sondern spielen auch in der zweiten Lebenshälfte eine zentrale Rolle für die Gesundheit und das Wohlbefinden.

### Umweltfaktoren
Im Zusammenhang mit Longevity wird oft von der sogenannten blauen Zonen gesprochen. Dies sind Regionen, in denen Menschen statistisch gesehen ganz besonders alt werden, wie z. B. die italienische Insel Sardinien, die griechische Insel Ikaria, das japanische Okinawa und die Nicoya-Halbinsel in Costa Rica. Es ist allerdings umstritten, ob diese statistisch signifikante Besonderheit auf Umwelteinflüsse oder auf andere Ursachen zurückzuführen ist.
Schlechte Luftqualität aufgrund von Schadstoffen erhöht das Risiko einer ernsthaften Erkrankung. Eine Exposition gegenüber schädlichen Chemikalien oder Schwermetallen kann ebenfalls zu schweren Gesundheitsproblemen führen und die Lebenserwartung erheblich verkürzen. Andererseits kann der regelmäßige Aufenthalt in der frischen Luft vor allem bei Sonnenschein sowie die Nähe zu Natur und grünen Bereichen zu einer besseren körperlichen und geistigen Gesundheit führen und insgesamt das Wohlbefinden steigern.
Von Bedeutung sind ebenfalls der Zugang zu einer guten medizinischen Versorgung und die Beachtung einer angemessenen Hygiene sowohl bei einem selbst als auch im persönlichen Umfeld.

### Arzneistoffe und Nahrungsergänzungsmittel
Derzeit sind keine Medikamente oder Behandlungen bekannt, die nachweislich die Lebensspanne von Menschen verlängern können. Bei Versuchstieren wie Würmern, Fliegen und Mäusen ist es jedoch bereits möglich, durch verschiedene Eingriffe die Lebensspanne zu verlängern und die Gesundheit zu verbessern. Das Angebot an Mitteln, Ratgebern und Veranstaltungen ist ein rasch wachsendes Geschäft. Eine ganze Reihe von Wirkstoffen befinden sich in der Untersuchung, wie zum Beispiel:
- Rapamycin ist ursprünglich ein Immunsuppressivum, das die Organabstoßung nach Transplantationen vermindern soll. Es enthält einen mTOR-Inhibitor und aktiviert damit den Prozess der Autophagie, was den Zellwachstums- und Alterungsprozess günstig beeinflusst. Tierversuche waren bisher vielversprechend.

- Metformin wird zur Behandlung von Diabetes eingesetzt und hemmt u. a. die Neubildung von Glukose in der Leber. Es wird auch gegen Adipositas verwendet. Es ist ein seit Jahren eingesetztes Medikament. Es hat sich gezeigt, dass mit Metformin gefütterte Mäuse länger leben. Eine klinische Studie bei Menschen ist geplant.

- Senolytika sind Wirkstoffe, die die Zellseneszenz positiv beeinflussen können. Studien an Tieren waren bisher vielversprechend.

- Fisetin ist ein Flavonoid, das in Früchten und Gemüsen vorkommt. Es soll ebenfalls die Zellseneszenz positiv beeinflussen.

- Curcumin ist der aktive Bestandteil der Kurkuma Pflanze, das beispielsweise zusammen mit anderen Gewürzen im Currypulver verwendet wird. Dem Produkt wird eine entzündungshemmende und antioxidative Wirkung nachgesagt.

- Spermidin kommt in bestimmten Nahrungsmitteln vor, wie zum Beispiel Vollkorn, gereifter Käse, Pilze, Sojaprodukte und Hülsenfrüchte. Es regt die Autophagie an.

## Audio
- Deutschlandfunk-Beitrag von Kirsten Dietrich vom 14. März 2025 über Longevity mit Bezugnahme auf Bryan Johnson Die Sehnsucht nach dem langen Leben: Der Lifestyle-Trend „Longevity“, 7.22 Minuten Audio-Version